# François Cointeraux
François Cointeraux (Lione, 1740 – Parigi, 1830) è stato un architetto francese, nipote di un maestro muratore; fu da giovane indirizzato allo studio del disegno, della prospettiva e dell'architettura.

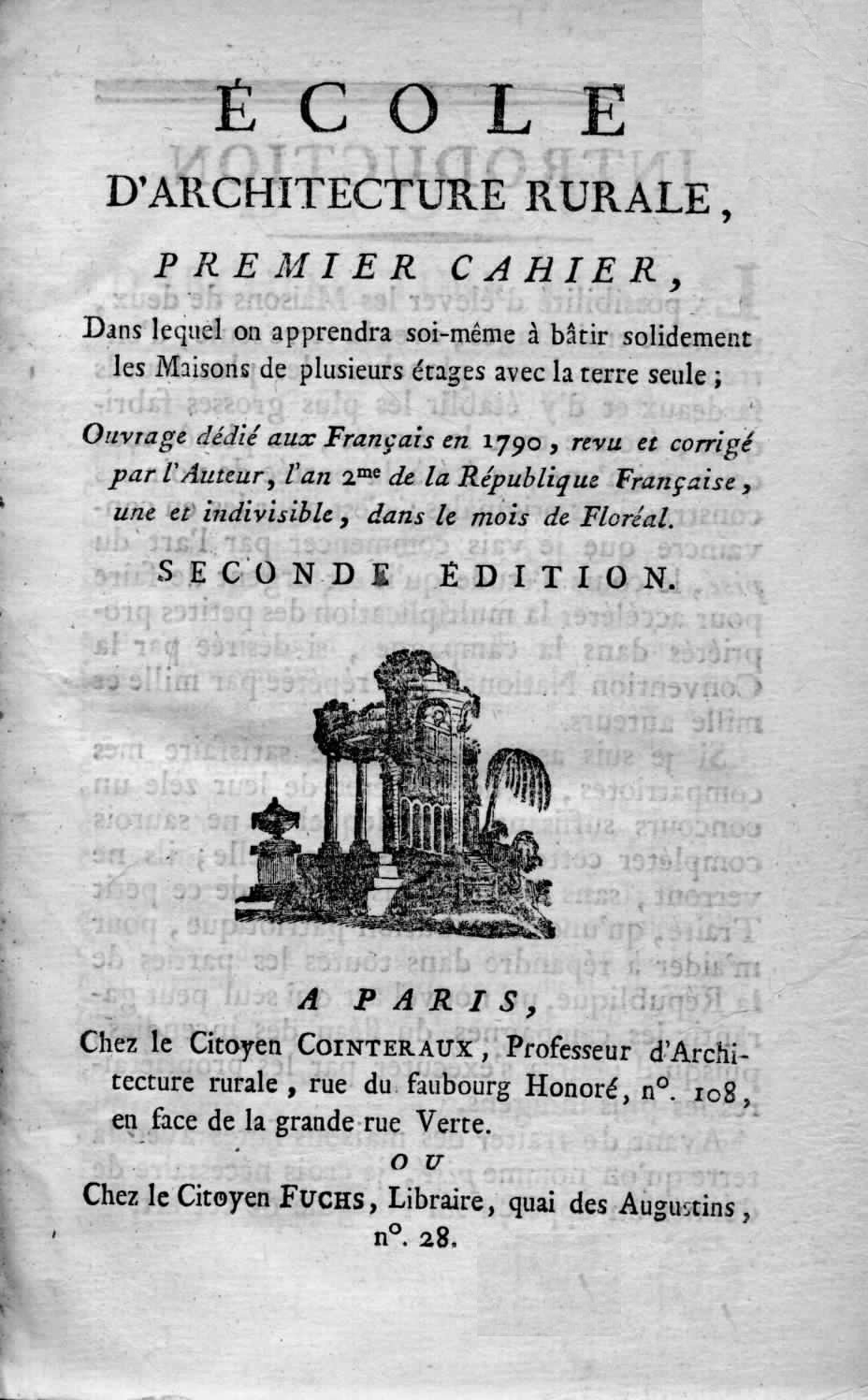
Cointeraux, École d'Architecture Rurale, Paris 1791.

Le sue prime esperienze lavorative sono nella città natale e successivamente, fino al 1786, a Grenoble, dove partecipa e vince il concorso bandito dall'Accademia di Amiens (1787). Si trasferisce a Parigi dove fonda una scuola di architettura rurale. Le sue opere si indirizzano al progetto e alla costruzione di edifici in pisé, strutture particolarmente resistenti al fuoco e adatte per le costruzioni agricole. Nel 1789 ottiene un riconoscimento per il suo lavoro dalla Société royale d'agriculture de Paris. Nell'anno III dalla Rivoluzione diventa membro della Société des inventions et découvertes di Parigi. Inventa una macchina per produrre mattoni di adobe (la crécise), dalla quale deriva una versione per il lavaggio della verdura in cucina. Inventa la pierre carton e si interessa alla produzione del calcestruzzo. Autore prolifico, pubblica 72 tra testi e opuscoli sulle costruzioni in terra cruda, in particolare sulla costruzione in pisé. I suoi scritti sono tradotti (tedesco, russo, danese, inglese, finlandese, italiano e portoghese) e diffusi in tutto il mondo, contribuendo a sviluppare questo tipo di costruzioni. Gli scritti dell'architetto francese suscitarono grande interesse in studiosi dell'architettura rurale e vernacolare quali Henry Holland (1745 - 1806) in Inghilterra, Thomas Jefferson (1743 - 1826) in America, David Gilly (1748 - 1808) in Germania e Nicolaï L'vov (1751 - 1803) in Russia, quest'ultimo è stato il fondatore di una scuola di architettura in terra a Tiukhili nei pressi di Mosca sulla falsariga di quella fondata da Cointeraux a Parigi. Negli stessi anni si interessa al mondo dell'agricoltura e insieme a Léon II de Perthuis de Laillevault (1757 - 1818), negli anni 1805-1810, affronta il tema della costruzione degli edifici rurali nella campagna francese, promuovendo la costruzione in pisé. Costruisce diverse decine di edifici in pisé a Lione e nella campagna circostante, a Grenoble, ad Amiens e a Napoleone-Vandea. Infatti, nel 1807, Emmanuel Crétet, ministro degli Interni e direttore del Dipartimento di Ponts et Chaussées sotto Napoleone Bonaparte, gli affida l'incarico di ricostruire la città di La Roche-sur-Yon, distrutta dopo la Rivoluzione francese. Cointeraux sviluppa allora a grande scala il suo sistema costruttivo in pisé, anche se i suoi risultati furono criticati dall'imperatore per aver costruito "una città di fango".

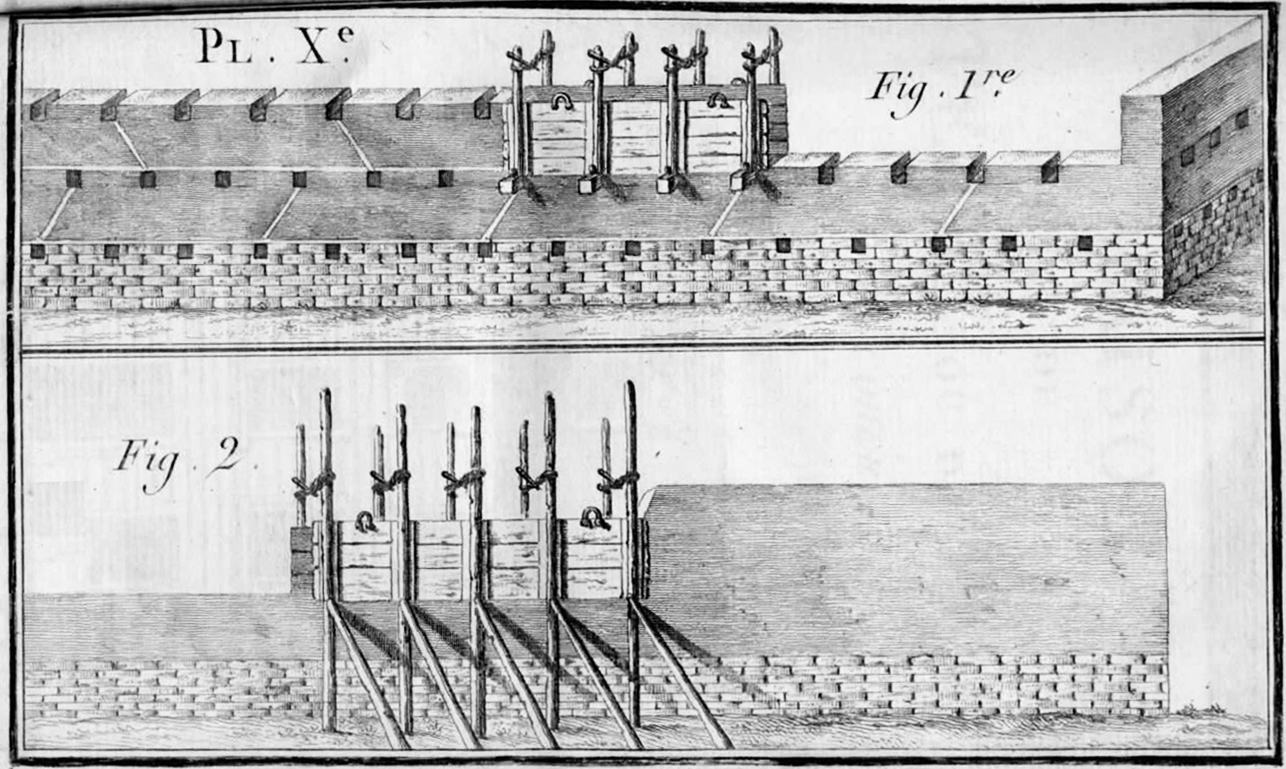
Cointeraux: costruzione di muratura in pisé.
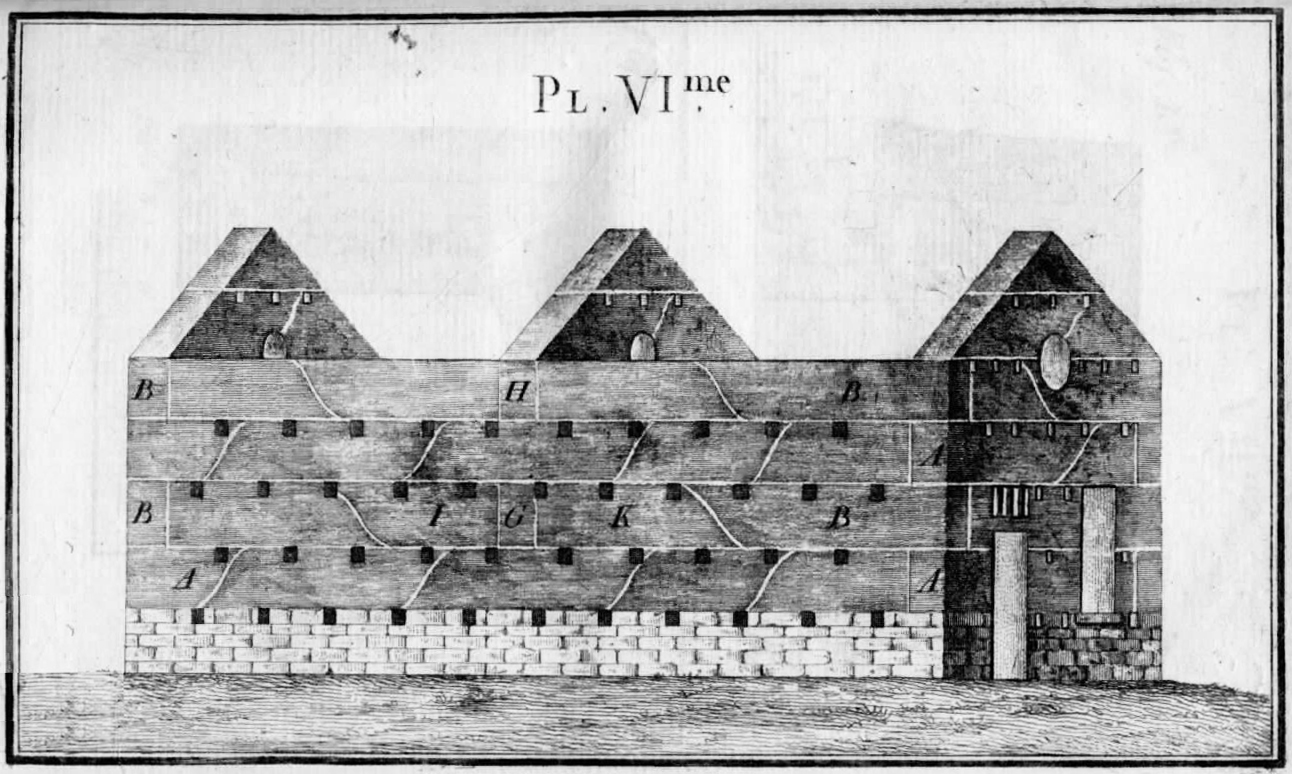
Cointeraux: fabbricato con muratura in pisé.

## Scritti
- 1790. Ecole d'architecture rurale. Premier cahier dans lequel on apprendra soi-même à bâtir solidement les maisons de plusieurs étages avec de la terre seule ou autres matériaux les plus communs et du plus vil prix. Second cahier dans lequel on traite 1. de l'art du pisé ou de la massivation, 2. des qualités des terres propres au pisé, 3. des détails de la main d'oeuvre; 4. du prix de la toise; 5. des enduits; 6. des peintures. Traité sur la construction des maisons de campagne. Quatrième cahier dans lequel on traite du nouveau pisé inventé par l'auteur, de la construction de ses outils, etc. Architecture périodique ou notice des travaux et approvisionnements que chacun peut faire ... . Paris: chez l'Auteur, mars 1790 - novembre 1791; nuove edizioni, Paris: l'Auteur, 1791; Lyon: l'École d'architecture rurale, 1796.
- 1791. Traité sur la construction des manufactures et des maisons de campagne. Ouvrage utile aux fabricants & à tous ceux qui veulent élever des fabriques ou manufactures, ainsi qu'aux propriétaires, fermiers, hommes d'affaires, architectes, & entrepreneurs. Paris: chez l'Auteur (2ª edizione 1794).
- 1791. La Ferme, prix remporté à la Société d'agriculture de Paris, le 28 décembre 1789. Paris: Impr. de Vezard et Le Normant, 1791.
- 1792. Architecture périodique, ou Notice des travaux et approvisionnements que chacun peut faire, à peu de frais, chaque mois et chaque année pour améliorer ses fonds aux bureaux de l'Ecole d'architecture rurale. Paris: Impr. de Vézard et Le Normant.
- 1793. Les Erreurs de mon siècle sur l'agriculture et sur les arts, avec le recueil de mes procédés économiques, de mes inventions et découvertes. Paris: chez l'Auteur, 1793.
- 1796. Ecole d'architecture rurale, transportée de Paris à Lyon en 1796 ... Ce volume ... contiendra plusieurs expériences qui vont se faire dans cette école. Lyon: Ecole d'Architecture rurale.
- 1797. Ecole d'architecture rurale, étable à Lyon, dans le faubourg de Vaise. Seconde expérience. Le pisé est à l'épreuve du canon ... . Lyon: chez l'Auteur.
- 1803. Nouveau traité d'économie rurale ou Recueil de procédés, méthodes et inventions que chacun doit employer dans ses cultures et bâtisses. Saint-Mandé: École d'architecture rurale, 1803.
- 1803. L'art de peindre à fresque sur le pisé avec la découverte de l'auteur pour rendre durable cette peinture, ensemble les enduits les tapisseries et l'épreuve du canon dans le pisé. Saint-Mandé: Ecole d'Architecture rurale.
- 1805 (l'an 1er de l'Empire). Modèle de nouveaux murs de clôture en pierre ou en pisé. S. l. (Paris): chez l'Auteur.
- 1805. Des nouvelles bergeries, de ce qui les constitue bonnes et très salubres, de l'application de ce principe aux vieilles bergeries. Paris: chez l'Auteur.
- 1806. Description curieuse et instructive des modèles en pisé et autres, que l'on voit dans l'atelier du sieur Cointeraux. S. l.: chez l'Auteur.
- 1806. Du nouveau pisé, ou l'Art de faire le pisé par appareil. Ouvrage élémentaire utile à tous les peuples. Paris: chez l'auteur.
- 1806. La bonne et unique méthode de faire les toits des bâtimens. Paris: chez l'Auteur, décembre 1806 (2e édition, augmentée).
- 1816. Des Récoltes, méthode préservatrice pour garantir les récoltes des foins et des céréales contre l'intempérie des saisons. Paris: Brunot-Labbé, 1816.